# Argent-sur-Sauldre
Argent-sur-Sauldre è un comune francese di 2 274 abitanti situato nel dipartimento del Cher, nella regione del Centro-Valle della Loira. Fa parte della regione storica francese della Sologne.

## Società

### Evoluzione demografica
Abitanti censiti